# Harakiri (filme)
Harakiri (切腹, Seppuku) é um filme de drama japonês de 1962 dirigido por Masaki Kobayashi e escrito por Shinobu Hashimoto, baseado em Ibunronin ki de Yasuhiko Takiguchi. Estrelado por Shima Iwashita, Akira Ishihama e Yoshio Inaba, venceu o Prêmio do Júri do Festival de Cannes.

## Elenco
- Tatsuya Nakadai - Tsugumo Hanshirō (津雲 半四郎)
- Rentarō Mikuni - Saitō Kageyu (斎藤 勘解由)
- Akira Ishihama - Chijiiwa Motome (千々岩 求女)
- Shima Iwashita - Tsugumo Miho (津雲 美保)
- Tetsurō Tamba - Omodaka Hikokuro (沢潟 彦九郎)
- Ichiro Nakatani - Yazaki Hayato (矢崎 隼人)
- Masao Mishima - Inaba Tango (稲葉 丹後)
- Kei Sato - Fukushima Masakatsu (福島 正勝)
- Yoshio Inaba - Chijiiwa Jinai (千々岩 陣内)
- Yoshiro Aoki - Kawabe Umenosuke (川辺 右馬介)